# Percussionista

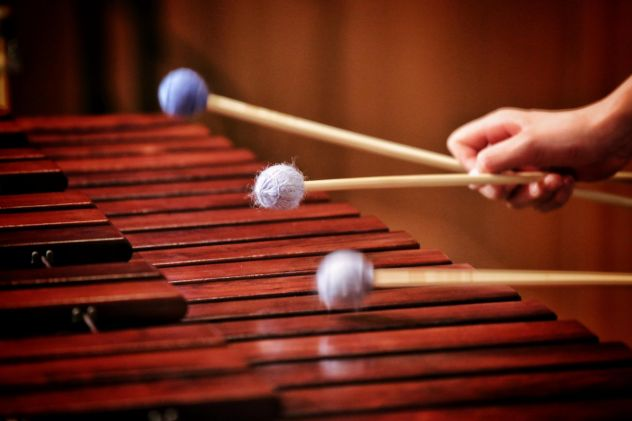
Un percussionista nell'atto di suonare una marimba. La presa a tre/quattro bacchette è spesso utilizzata anche nel vibrafono.

Il percussionista è un musicista che suona gli strumenti a percussione.
In genere il percussionista produce il suono percuotendo, colpendo (con le mani o con apposite bacchette), agitando, frizionando o sfregando lo strumento.

## Percussionista o batterista?

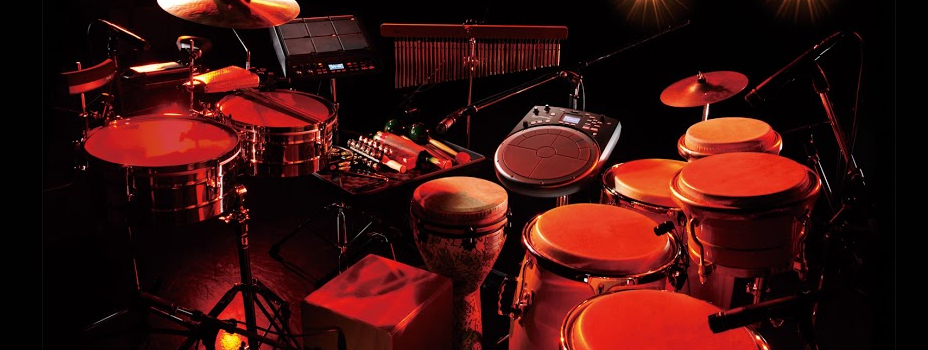
Set di Percussioni etniche. Nel set sono visibili anche percussioni elettroniche.

Più strumenti a percussione uniti fra loro possono formare svariati set di percussioni.
Il set che più ha avuto successo nel corso del XX e XXI secolo è la cosiddetta batteria, che viene a oggi considerata uno strumento musicale a percussione a sé stante: nello specifico la batteria comprende principalmente strumenti quali tamburi e piatti, mentre tutte le altre percussioni sono di norma accessorie. In questo caso è infatti più corretto definire il musicista batterista.
Nell'attuale sistema dei conservatori italiani -ad esempio- sono distinte le figure di percussionista e batterista: 
- I percussionisti svolgono un percorso di tipo più classico, focalizzando l'attenzione su strumenti più solistici o cameristico-orchestrali quali (xilofono, vibrafono, marimba, timpani, rullante, grancassa e piatti ecc.) e percussioni etniche (come congas, bongos, timbales, djembè, vibraslap ecc.), anche se strumenti come la marimba o il vibrafono hanno avuto largo impiego nella musica contemporanea e anche nel jazz;
- I batteristi seguendo invece un indirizzo jazz-popular focalizzano la loro attenzione sulla batteria nella sua forma moderna (generalmente cassa, hi-hat, rullante, tom-tom, floor tom, ride e crash) che di norma ha una funzione più di accompagnamento in svariati ensemble; anche se è possibile trovare passi orchestrali di musica sinfonica -ad esempio di Leonard Bernstein- in cui la batteria nella sua forma moderna è largamente utilizzata.